# Stratocles cinctipes
Stratocles cinctipes är en insektsart som beskrevs av Carl Stål 1875. Stratocles cinctipes ingår i släktet Stratocles och familjen Pseudophasmatidae. Inga underarter finns listade i Catalogue of Life.